# Sotto le stelle (singolo)
Sotto le stelle è un singolo del rapper italiano Clementino, pubblicato il 24 luglio 2015 ed estratto dall'album Miracolo!.

## Video musicale
Il videoclip, diretto da Mauro Russo, è stato pubblicato il 27 luglio 2015 sul canale YouTube del rapper.

## Tracce
1. Sotto le stelle – 3:32